# Libor Uhlík
Libor Uhlík (* 11. listopadu 1965 Litoměřice) je český politik, podnikatel a galerista, v letech 1998 až 2006 nezávislý zastupitel a od roku 2002 také radní města Úštěk na Litoměřicku.

## Život
Vystudoval střední průmyslovou školu se zaměřením na elektro v Chomutově (zakončil ji v roce 1980). Následně vykonal základní vojenskou službu v Plzni a Opavě, kde za rozšiřování písní Karla Kryla a dokumentů o Plastic People absolvoval první výslechy u kontra rozvědky.
Velký vliv na formování jeho identity měly návštěvy evangelické fary v Chotiněvsi pod vedením faráře a disidenta Zdeňka Bárty a jeho přátel, které byly v nemilosti tehdejšího komunistickému režimu. Krátce pracoval jako technik u spojů, následně se stal vychovatelem a učitelem odborných předmětů na zemědělském učilišti.
Založil také základní organizaci Českého svazu ochránců přírody v Litoměřicích a byl předsedou a hlavním motorem aktivit této buňky. Pro tyto aktivity se dostal do zájmu Státní bezpečnosti a dalších státních institucí. V roce 1988 uspořádal v letním kině Ekofestival, kde kromě prezentací ekologických a protirežimních aktivit vystoupili hudebníci a skupiny Jan Burian, Tři sestry, Psí vojáci s Filipem Topolem a další. O rok později, v létě 1989, vystoupila na festivalu i Hudba Praha, ASPM s Petrem Kalandrou, Petr Lutka a prezentoval se zde i protirežimní text Několik vět.
V 90. letech 20. století začala podnikat – provozuje několik maloobchodů v Lovosicích, Úštěku, Litoměřicích i Děčíně. Společně s přáteli postupně vybudoval tradici Úštěckých historických jarmarků, které přesahují hranice okresu i kraje. Organizuje také farmářské trhy v České Lípě. V Plzni pak dva roky pořádal na Vánoce a Velikonoce řemeslné trhy. Dále je od roku 1998 také hlavním pořadatelem akce Piráti na jezeře Chmelař, kam se sjíždějí milovníci romantiky a šermíři z celé republiky. V Galerii U brány v Úštěku připravil více než stovku výstav zajímavým výtvarníkům a osobností z kultury, ale též severočeských výtvarníků.
Libor Uhlík žije ve městě Úštěk na Litoměřicku, a to v části České Předměstí. Má dvě vlastní děti – syna Libora a dceru Libuši a také nevlastní dceru Markétu.

## Politická kariéra
V komunálních volbách v roce 1998 kandidoval jako nezávislý na kandidátce subjektu "Sdružení ODS, NK" do Zastupitelstva města Úštěk, kde zasedl jako náhradník. Od roku 2002 vykonával v Úštěku funkci radního. Následně byl ve volbách v roce 2006 zvolen do zastupitelstva, kdy kandidoval opět jako nezávislý za subjekt s názvem "Sdružení nezávislých kandidátů pro rozvoj oblasti Úštěcko". Ve volbách v roce 2010 skončil jako první náhradník. V současné době je členem poradní komise rady města Úštěk pro kulturu a sport.
V krajských volbách v roce 2004 kandidoval jako nestraník za SZSP do Zastupitelstva Ústeckého kraje, ale neuspěl.
Ve volbách do Senátu PČR v roce 2018 kandidoval jako nestraník za hnutí SEN 21 v obvodu č. 29 – Litoměřice. Se ziskem 11,72 % hlasů skončil na 4. místě.